# Herman Steiner
Herman Steiner (ur. 15 kwietnia 1905 w Dunajskiej Stredzie, zm. 25 listopada 1955 w Los Angeles) – amerykański dziennikarz i szachista węgierskiego pochodzenia, mistrz międzynarodowy od roku 1950.
W roku 1909 jego rodzina wyemigrowała z należącej wówczas do Węgier Dunajskiej Stredy do Nowego Jorku. W wieku 16 lat wstąpił do pierwszego klubu szachowego. Pierwszy sukces odniósł w roku 1929, dzieląc pierwsze miejsce w mistrzostwach stanu Nowy Jork, rozegranych w Buffalo. Rok później zwyciężył w turnieju w Berlinie (przed Friedrichem Sämischem). W roku 1932 przeniósł się do Los Angeles, gdzie przez 23 lata (aż do swojej śmierci) prowadził szachową kolumnę w The Los Angeles Times. W roku 1935 zwyciężył w turnieju w Meksyku (przed Reubenem Fine i Arthurem Dakem). W latach 1942 i 1946 triumfował w turniejach US open. Również w roku 1946 zwyciężył w turnieju w Londynie (przed Ksawerym Tartakowerem), zaś w roku 1948 zdobył złoty medal w mistrzostwach Stanów Zjednoczonych. Był jedynym amerykańskim zawodnikiem, który wygrał ze swoim przeciwnikiem w radiowym meczu przeciwko drużynie ZSRR w roku 1945 (pokonał 1½ – ½ Igora Bondarewskiego). W roku 1952 zagrał w turnieju międzystrefowym w Sztokholmie, w którym zajął XIII miejsce. W latach 1945–1954 trzykrotnie zwyciężył w mistrzostwach stanu Kalifornia, zaś w latach 1954-1955 triumfował w turniejach California Open.
Czterokrotnie (w latach 1928-1950) reprezentował barwy Stanów Zjednoczonych na szachowych olimpiadach. Był trzykrotnym olimpijskim medalistą: w roku 1931 zdobył dwa medale (złoty wraz z drużyną oraz srebrny za indywidualny wynik na V szachownicy), natomiast w roku 1928 wywalczył wraz z zespołem medal srebrny.